# Accademia Olimpica
L'Accademia Olimpica è un'antica istituzione culturale di Vicenza, fondata nel 1555 da un gruppo di intellettuali, tra i quali l'architetto Andrea Palladio. È dedita alla promozione “mediante pubblicazioni, tornate, celebrazioni, corsi di insegnamento e manifestazioni varie di studi letterari, storici, filosofici, scientifici, tecnici, giuridici, economici, sociologici, amministrativi e attività artistiche, con speciale riguardo alla cultura, alla vita artistica e al progresso della città di Vicenza e del suo territorio storico”. Oltre a ciò l'Accademia si attribuisce compito di “vigilanza sulla conservazione e l'uso del Teatro Olimpico da essa eretto, la sua valorizzazione mediante manifestazioni d'arte adeguate alla dignità del monumento, la conservazione, l'incremento e la vigilanza sull'uso pubblico della Biblioteca”.
L'Accademia Olimpica ha sede nell'edificio annesso al Teatro Olimpico.

## Storia
A seguito delle esperienze dei circoli intellettuali tanto in voga in Italia tra il XV e il XVI secolo – uno dei più celebri era quello tenuto proprio a Vicenza da Gian Giorgio Trissino nella propria villa di Cricoli –, diversi intellettuali vicentini sentirono il bisogno di riunirsi per confrontarsi su argomenti legati alle arti e alle lettere, includendo studiosi, artisti e umanisti non necessariamente provenienti dall'aristocrazia cittadina, ritenendo tale apertura una garanzia di maggior vitalità. I promotori della fondazione dell'Accademia Olimpica furono il nobile Valerio Chiericati e Girolamo da Schio; tra i 21 cittadini fondatori figurano inoltre Anton Maria Angiolelli, il conte Da Monte, Giacomo Pagello, Giuseppe Ovetari, Elio Belli e il matematico e ingegnere Silvio Belli, l'architetto Andrea Palladio, Bernardino Trinagio, Vincenzo Magrè, a cui si aggiunsero presto i pittori Antonio Fasolo e Giovanni Battista Maganza.
I fondatori volevano comprendere tra gli interessi della nuova istituzione potenzialmente tutte le arti, inclusa la musica, lo studio della matematica e l'esercizio delle armi: quindi presso l'Accademia si avvicendavano, oltre a maestri di scherma ed equitazione, musicisti, filosofi, matematici, medici, cosmografi e architetti, i cui contributi venivano letti durante i raduni degli Accademici.
Nel 1556 Elio Belli disegnò l'emblema dell'Accademia: un circo romano per le corse dei cavalli adornato dal motto hoc opus, hic labor est.
In principio, l'Accademia non aveva una propria sede fissa, ma, grazie alla presenza tra i fondatori del celebre architetto Andrea Palladio, nel volgere di pochi anni si iniziò a valutare una soluzione stabile.
Dato che una delle attività più esercitate erano le rappresentazioni teatrali, di cui peraltro Palladio curava gli allestimenti nei siti provvisori, si diffuse tra gli accademici l'idea di un teatro stabile: il progetto fu affidato nel 1580 al Palladio stesso, il quale riprese il modello degli antichi teatri greci e romani. Così nacque il Teatro Olimpico, grazie ai contributi raccolti tra gli accademici più facoltosi, appartenenti alle principali famiglie nobili vicentine (tra le quali Trissino, Bissari, Trento, Valmarana).
I donatori furono ricompensati ciascuno con una statua collocata all'interno del teatro stesso, in posizione più o meno prominente a seconda dell'entità del contributo versato.
Il progetto del teatro disegnato da Palladio poco prima della morte fu realizzato dal figlio Silla e dall'architetto vicentino Vincenzo Scamozzi. Al completamento dei lavori, nel 1585, quest'ultimo disegnò le famose scene lignee, che, predisposte per l'inaugurazione con l'Edipo Re di Sofocle, rappresentavano le vie di Tebe, restando ancor oggi un mirabile esempio di prospettiva.
Annesso al teatro venne realizzato il cosiddetto Odeo, costituito dall'insieme degli ambienti in cui si svolgevano le riunioni e le lezioni delle varie discipline.
La vita dell'Accademia si svolse nei trascorrere dei secoli con le sue manifestazioni culturali, artistiche e mondane. Un momento di difficoltà occorse con l'avvento di Napoleone Bonaparte, un decreto del cui governo nel 1810 espose l'Accademia al rischio di venire soppressa con la perdita di tutti i propri beni. La situazione fu risolta nel 1813 con un accordo col Comune di Vicenza, in base al quale si trasferiva a quest'ultimo la proprietà del Teatro Olimpico e degli altri immobili dell'Accademia in cambio dell'uso perpetuo ed esclusivo degli stessi a favore dell'Accademia stessa.
Nella prima metà del XIX secolo l'attività dell'Accademia languiva, fino all'ingresso di personalità legate al nascente Risorgimento italiano, quando le iniziative tornarono a moltiplicarsi: nel 1857 con l'Osservatorio Meteorico (meteorologico) e nel 1858 con la Scuola di disegno e plastica, grazie anche al susseguirsi di celebri e attivi presidenti dell'Accademia, come Fedele Lampertico, Giacomo Zanella, Antonio Fogazzaro, Almerico da Schio.
L'Accademia Olimpica venne riconosciuta quale ente morale dal regio decreto 351 del 7 marzo 1935.
I bombardamenti angloamericani del 1944 distrussero l'osservatorio, l'archivio e la biblioteca, disperdendo oltre ventimila volumi. Il teatro fu tuttavia risparmiato e una buona parte del patrimonio di libri e documenti dell'Accademia si salvò, in quanto precedentemente affidata alla Biblioteca civica Bertoliana, che da allora li custodisce.
La Biblioteca dell'Accademia venne nuovamente fondata nel secondo dopoguerra, dichiarata di pubblico interesse nel 1950 e aperta al pubblico nel 1979 con oltre trentamila opere a disposizione.

## Membri dell'Accademia Olimpica
Si accede all'Accademia Olimpica per elezione da parte degli altri membri già eletti. Gli Accademici sono “cittadini italiani o stranieri che con ricerche, pubblicazioni, opere creative, iniziative personali, attività professionali, didattiche, educative o con l'esercizio di incarichi pubblici o privati di interesse generale, si siano segnalati nelle lettere, nelle arti, nelle scienze, nella tecnica, nelle attività e discipline giuridiche, economiche, sociologiche od amministrative, nella promozione della pace e della civiltà umana”.
I membri elettivi si dividono in:
- Ordinari: sono al massimo 130 e devono essere nati in provincia di Vicenza o risiedere in Veneto da almeno tre anni;
- Corrispondenti: non oltre 40 membri che non hanno il citato requisito di nascita o residenza;
- Fuori ruolo: membri dell'Accademia che abbiano compiuto gli 80 anni di età;
- Onorari: persone elette al di fuori delle categorie precedenti.

Inoltre, quattro specifiche personalità cittadine divengono membri di diritto dell'Accademia per tutta la durata del proprio mandato, in qualità di Accademici Olimpici pro tempore; essi sono il vescovo e il sindaco di Vicenza, il presidente della Provincia di Vicenza, il presidente della Camera di Commercio, Industria, Artigianato e Agricoltura di Vicenza.
Tutti i membri dell'Accademia si assumono “l'impegno di contribuire alla dignità e al prestigio dell'Ente partecipando attivamente alla vita sociale ed alle manifestazioni culturali dell'Accademia, concorrendo al raggiungimento delle sue finalità istituzionali”.

## Organi dell'Accademia Olimpica
Sono organi dell'Accademia:
- l'Ordine Accademico, formato dagli Accademici Olimpici ordinari, ordinari fuori ruolo e dai membri di diritto "pro tempore"
- il Corpo accademico, costituito da tutti gli accademici, sia elettivi che di diritto
- il Presidente dell'Accademia
- il consiglio di presidenza
- il collegio dei revisori dei conti.

### Presidenti
Dal 1840:
- 1840-1844 Camillo Franco
- 1844-1845 Ambrogio Fusinieri
- 1845-1851 Valentino Pasini
- 1851-1870 Francesco Secondo Beggiato
- 1870-1883 Fedele Lampertico
- 1883-1890 Giacomo Zanella
- 1890-1896 Antonio Fogazzaro
- 1896-1897 Paolo Lioy
- 1897-1930 Almerico da Schio
- 1930-1933 Giulio Tozzi
- 1933-1937 Giuseppe Vaccari
- 1937-1946 Antonio Mosconi
- 1946-1948 Ascanio Pagello
- 1948-1949 Antonio Mosconi
- 1949-1959 Egidio Tosato
- 1959-1990 Mariano Rumor
- 1990-1991 Giorgio Oliva
- 1991-1995 Alessandro Faedo
- 1995-2003 Lorenzo Pellizzari
- 2003-2011 Fernando Bandini
- 2011-2015 Luigi Franco Bottio
- 2015-2016 Marino Breganze
- 2016-2022 Gaetano Thiene
- Dal 2022 Giovanni Luigi Fontana